# 西藏野驴
西藏野驢（學名：Equus kiang；藏語：རྐྱང་།，威利转写：rkyang），又名藏野驴，是大型馬科哺乳動物，分佈于青藏高原海拔4000-7000米的地區，是所有野生驢中體型最大的一種，平均肩高為140厘米。它們與波斯野驢（或亞洲野驢，E. hemionus）有著親緣關係，有些分類學傢將它歸為波斯野驢的一個亞種。

## 亞種
西藏野驢共有三個亞種：
- 西部亞種 Equus kiang kiang
- 東部亞種 Equus kiang holdereri
- 南部亞種 Equus kiang polyodon

## 保育狀況
其被列為《瀕危野生動植物種國際貿易公約》附錄二的物種，被限制出口及貿易。